# Барбікан (станція метро)
51°31′13″ пн. ш. 0°05′52″ зх. д. / 51.5202° пн. ш. 0.0977° зх. д.
Барбікан (англ. Barbican) — станція Лондонського метрополітену, розташована неподалік від мікрорайону Барбікан, Фаррінгдон, Лондонське Сіті. Станція обслуговується лініями Кільцева, Гаммерсміт-енд-Сіті та Метрополітен, між станціями Фаррінгдон та Моргейт. До 2009 року Барбікан також обслуговували потяги Thameslink. Розташована у 1-й тарифній зоні. У 2017 році пасажирообіг станції становив 11.83 млн. пасажирів

## Історія
- 23 грудня 1865 — відкриття станції під назвою Олдерсгейт-стріт на  Metropolitan Railway (сьогоденна лінія Метрополітен)[5]
- 1871 — відкриття відгалуження до тунелю Сноу-гілл[6]
- 1 листопада 1910 — станцію перейменовано на Олдерсгейт[7][8]
- 24 жовтня 1924 — станцію перейменовано на Олдерсгейт-енд-Барбікан[7][8]
- 1 грудня 1968 — станцію перейменовано на Барбікан.[7][8]
- 20 березня 2009 — закриття маршруту Thameslink

## Пересадки
Пересадки на автобуси маршрутів: 4, 56, 153

## Послуги
| Попередня станція | Лінія                                      | Лінія                           | Лінія | Наступна станція |
| ----------------- | ------------------------------------------ | ------------------------------- | ----- | ---------------- |
| Фаррінгдон        |                                            | Лондонське метро Кільцева лінія |       | Моргейт          |
| Фаррінгдон        | Лондонське метро Лінія Гаммерсміт-енд-Сіті |                                 |       | Моргейт          |
| Фаррінгдон        | Лондонське метро Метрополітен              |                                 |       | Моргейт          |